# Michele Magno
Michele Magno (Manfredonia, 5 gennaio 1917 – Manfredonia, 6 marzo 2003) è stato un sindacalista e politico italiano.
È stato segretario della Camera del Lavoro provinciale foggiana dal 1950 al 1954 ed esponente del Partito Comunista Italiano. Fu deputato dal 1953 al 1968 e Senatore dal 1968 al 1972. Fu anche sindaco di Manfredonia dal 1975 al 1982.

## Biografia
Nato da famiglia povera di pescatori, dopo aver superato la quinta elementare il maestro convince la madre a mandarlo alla scuole medie a Foggia, perché uno dei più bravi alunni della scuola. Tra mille preoccupazioni e sacrifici la mamma accetta, diventando il primo figlio di pescatore di Manfredonia ad andare alle scuole medie. Lui ripaga la fiducia arrivando a prendere in tempo e con ottimi voti il diploma di ragioniere.
Scoppiata la seconda guerra mondiale è costretto a lasciare gli studi universitari. Dopo la Guerra diviene sindacalista della CGIL, poi segretario della Camera del Lavoro di Foggia dal 1950 al 1954, dove conosce e lavora a fianco a Giuseppe Di Vittorio, a quei tempo alla guida della CGIL nazionale.
Dal 1953 al 1968 fu deputato per tre legislature nelle file del Partito Comunista Italiano. Per le elezioni del '68 la direzione del PCI aveva deciso di non candidarlo per far posto ad un altro compagno, lui accettò la decisione. Ma il direttivo ebbe a tornare sui propri passi e ricandidare Magno sia alla Camera che al Senato. Quell'anno venne eletto sia alla Camera che al Senato, rispettivamente con 21.431 voti e 43.547 diventando il candidato più votato di Puglia. Alla fine optò per il Senato, dove rimase fino alle seguenti elezioni del 1972.
Sindaco di Manfredonia dal 30 giugno 1975 al 1982, si è battuto per la delocalizzazione dello stabilimento Anic-Enichem dopo l'incidente del 26 settembre 1976, quando all'interno della fabbrica esplose una colonna d'arsenico.
Muore il 6 marzo 2003 nella sua casa di Manfredonia.

## Opere Edite
- Lotte sociali e politiche a Manfredonia (fino al fascismo) - C.E.S.P. 1972.
- La Capitanata dalla transumanza al capitalismo agrario, 1974.
- Galantuomini e proletari in Puglia, Roma, Edizioni Bastogi - Foggia,1984.
- La Puglia tra lotte e repressioni, Levante Editori - Bari (1988).
- La Capitanata dalla pastorizia al capitalismo agrario, (1400 - 1900) C.R.S. - Centro Ricerche e Studi - 1975

Alcune di queste opere hanno ottenuto riconoscimenti come il “Premio della Cultura della Presidenza del Consiglio dei Ministri”, il “Premio pugliese della Cultura Renoir”; la “Selezione del Premio Letterario Basilicata”.